# Виноробство в Німеччині
Виноробство в Німеччині зосереджено у 13 виноробних зонах, які розташовані на півдні та південному заході країни.

## Історія
Виноробство є досить давньою галуззю сільського господарства, перші виноград тут вирощували вже 2000 років тому, ще за часів Римської Імперії. У наш час Німеччина займає 6 місце у світі за обсягами виробництва вина.

## Сорти виноргаду
У Німеччині сортів винограду більше 50, з них 80% займають білі сорти, які краще дозрівають у цьому кліматі. Найпопулярнішим німецьким сортом є Рислінг, який культивується тут не одну сотню років. З нього виробляються вина з досить широким спектром ароматів та смаків. Виноград Ґевюрцтрамінер (Трамінер) володіє неповторним ароматом троянд, який він переносить у вино.  Сорт Кернер був отриманий шляхом схрещування червоного сорту Троллінгер та білого Рислінга у минулому столітті. В результаті вийшов сорт, вина з якого відрізняються гарним потенціалом для витримки. Червоний сорт Дорнфельдер дає вина з фруктовим ароматом, які в даний час складають гідну конкуренцію багатьом винам з південних країн. Досить поширеним сортом в Німеччині є сорт Сільванер, площі якого займають понад 15%, це скоростиглий та високоврожайний сорт. Сорт Мюллер-Тургау був названий на честь професора Мюллера, який вивів його в кінці 19-го століття, схрестивши Рислінг з Сільванер. Досить невибагливий сорт, який народжує ароматні вина, що володіють приємним мускатним запахом. Червоний сорт Шпетбургундер займає великі площі в країні, є одним з найдавніших сортів у Німеччині.

## Виноробні зони Німеччини

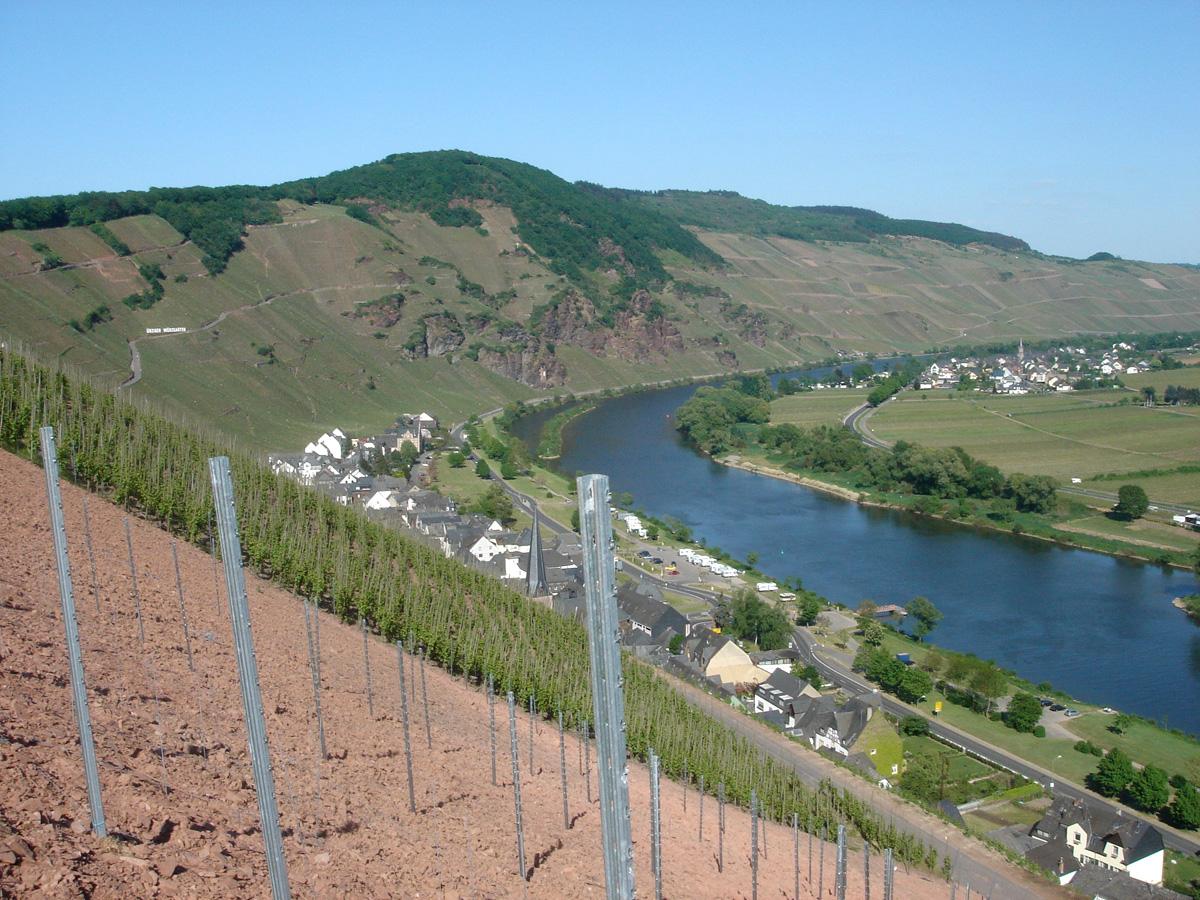
Виноградники на схилах вздовж річки Мозель

Клімат країни не дуже сприятливий для вирощування винограду. Північна частина Німеччини зовсім непридатна для виноробства, воно зосереджено у південній частині, зазвичай на схилах у долинах річок. Тепло, накопичене річковою водою протягом літа, восени захищає виноград, від замерзання. Але навіть тут ягоди можуть не дозрівати повністю, тому німецькі вина відрізняються невеликим вмістом спирту та досить великим вмістом кислот. Області виноробства в Німеччині: 
1. Ар — невелика область вздовж річки Ар, це притока Рейну. Виноробна зона незважаючи на своє північне розташування, виробляє переважно червоне вино нім. Spätburgunder.
2. Баден — найпівденніший, найтепліший і найсвітліший виноградарський район Німеччини, у південно-західній частині Німеччини. Виробляють різномінітні вина, як червоні, так і білі. Регіон Кайзерштуль у виноробному регіоні Баден — найтепліше місце в Німеччині. Один з двох винних регіонів у федеральній землі Баден-Вюртемберг.
3. Франконія — зона навколо частини річки Майн, єдиний винний регіон, розташований у Баварії. Він поділяється на 3 субрегіону, в одному з них ґрунти крейдяні, у другому піщані, у третьому — мергель. У регіоні було винайдене крижане вино. Основним сортом винограду є Мюллер-Тургау — до 49 % площ. Але найбільш відомий винами з Сільванеру[2]. У Німеччині тільки Франконія та деякі невеликі частини Баденського регіону можуть використовувати незвичайну сплющену форму пляшки нім. Bocksbeutel.
4. нім. Hessische Bergstraße (Гессенська гірська дорога) — невеликий регіон у федеральній землі Гессен, де домінує Рислінг.
5. Міттельрейн — уздовж середньої частини річки Рейн, перш за все між регіонами Райнгау та Мозель, переважає Рислінг.
6. Мозель — виноробна зона у долині річки Мозель та її приток, річки Саар та Рувер, раніше був відомий як Мозель-Саар-Рувер. Ґрунти глинисто-сланцеві. У регіоні Мозеля переважають виноградники рислінгу. Кращі вина вирощуються в надзвичайно крутих виноградниках, що виходять прямо на річки. Цей регіон виробляє вино, з легким тілом, високою кислотністю та вираженою мінеральною складовою. Вина гарної якості отримують тільки в ті роки, коли виноград гарно дозріває, в інші роки сусло штучно підсоложується[3].
7. Нае — виноробна зона навколо річки Нае. Вирощують різні сорти винограду, але найвідоміші виробники в основному використовують Рислінг, деякі за останні роки досягли світового визнання.
8. Пфальц — другий за величиною виробничий регіон у Німеччині, з виробництвом найрізноманітніших вин (особливо в південній частині) як за сортовим складом так і за якістю, де розвинено виробництво червоного вина. У північній частині регіону багато відомих виробників рислінгу з давньою історією. Великі площі займає Мюллер-Тургау. Також вирощують Кернер, Сільванер, Гевюрцтрамінер, Мускатель та багато інших сортів. До 1995 року регіон був відомий на німецькій мові як нім. Rheinpfalz.
9. Райнгау — невеликий регіон на вигині Рейну, який забезпечує чудові умови для виноградарства. Найдавніші документальні згадки про Рислінг походять з регіону Райнгау, це регіон, де виникло багато німецьких методів виноробства, наприклад, використання позначень «Прадікат». З сортів винограду домінує Рислінг та нім. Spätburgunder.
10. Рейнгессен — найбільша виноробна зона у Німеччині. Виробляють як червоні, так і білі вина різної якості та з різних сортів винограду. Ґрунти лесові або вапнякові. Найбільше за об'ємом виробляється купажних вин посередньої якості. Але зустрічаються і дуже якісні вина з Рислінгу, Мюллер-Тургау та Сільванеру. Незважаючи на свою назву, вона лежить у федеральній землі Рейнланд-Пфальц, а не в Гессені[4].
11. Заале-Унструт — одна з двох областей колишньої Східної Німеччини вздовж річок Заале та Унструт, найпівнічніший німецький виноградарський регіон.
12. Саксонія — одна з двох областей у колишній Східній Німеччині, в південно-східному кутку країни, вздовж річки Ельба у федеральній землі Саксонія.
13. Вюртемберг — традиційний регіон червоного вина, де площі сортів винограду Тролінгер, нім. Schwarzriesling та нім. Lemberger перевищують площі сортів, які домінують в інших місцях. Один з двох винних регіонів у федеральній землі нім. Баден-Вюртемберг.

## Класифікація вина

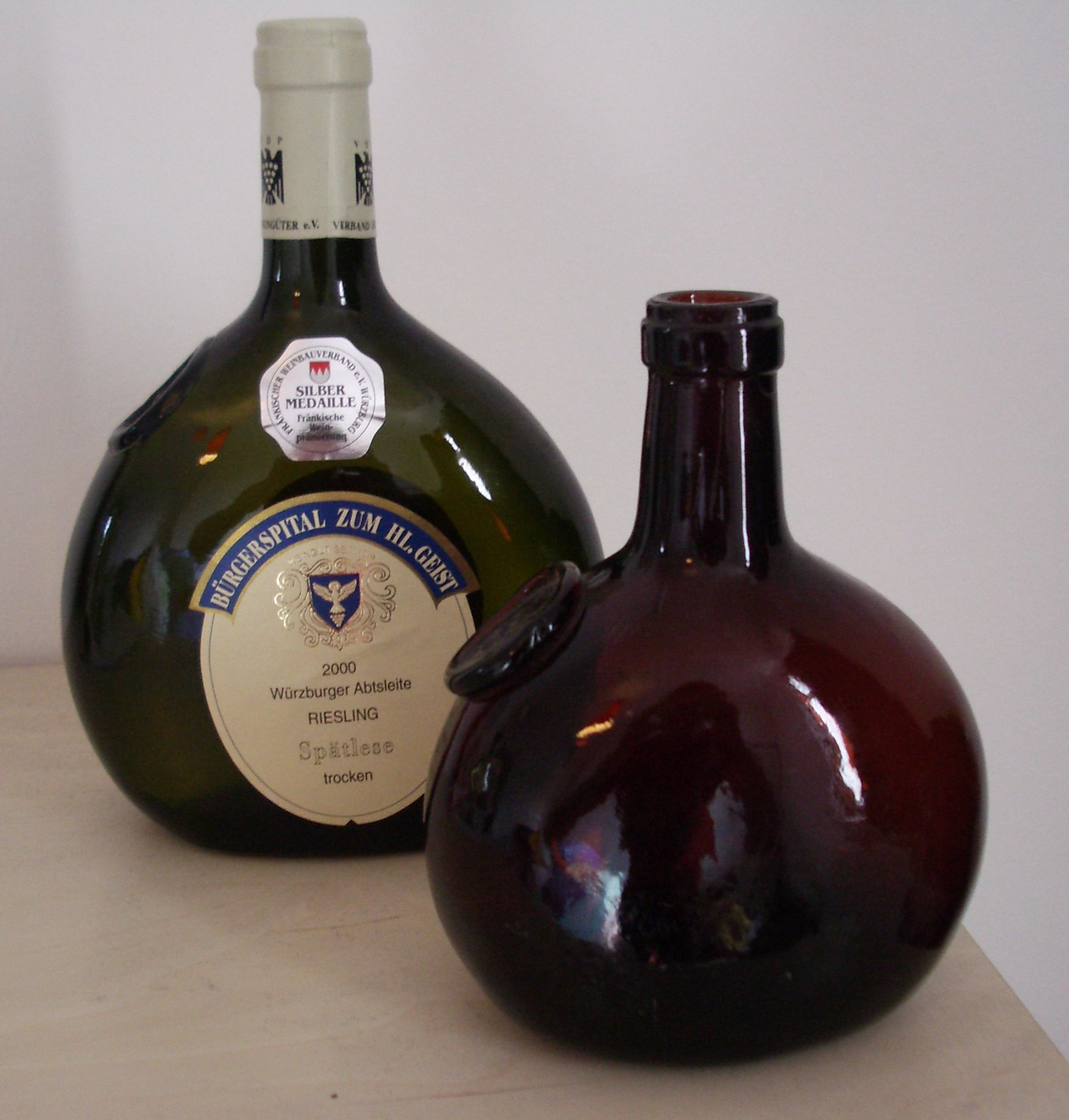
Вино з Франконії у характерній пляшці Bocksbeutel

Класифікація німецьких вин досить складна та відрізняється від італійської та французької класифікацій. Будь-яке господарство в Німеччині може виробляти вино вищої якості. Закон регулює тільки зрілість та рівень цукру у винограді на момент збору врожаю, саме від цього залежить, яка інформація з'явиться на етикетці. Усі німецькі вина поділяються за якістю на 2 категорії: столові вина та якісні вина. Столові у свою чергу поділяються на:
- Німецькі столові вина (нім. Deutscher Tafelwein) — можуть вироблятися з виноматеріалів, виготовлених у будь-якому регіоні Німеччини. Повинні містити не менше 8,5 % спирту. Столові вина відповідають законам про екологічно чистих продуктах (в них заборонено додавати барвники, консерванти, смакові добавки). Вони можуть бути піддані шапталізації — додавання цукру у сусло, складають не більше 5 % від загального випуску вина;
- Німецькі місцеві вина (нім. Deutscher Landwein) — називаються по походженню з одного з 19 регіонів-виробників місцевих вин. Виготовляються з більш зрілого винограду, ніж Tafelwein. Landwein роблять зазвичай сухими (нім. Trocken) та напівсухим (нім. Halbtrocken);

Якісні вина поділяються на:
1. Якісні вина з певних регіонів (нім. Qualitatswein Bestimmer Anbaugebiete, QbA) — категорія, що включає найбільшу кількість німецьких вин. Вино QbA виготовляється в одному з 13 визначених виноробних регіонів і має відповідати всім вимогам регіонів щодо сорту винограду, посадки, продуктивності та міцності. Шапталізація дозволена в межах, визначених індивідуально для кожного регіону. Вино QbA піддають лабораторним перевіркам та професійній дегустації. Вина цього рівня кості поділяються по вмісту цукру, який можна зрозуміти по напису на етикетці. Існують наступні категорії:
- нім. Trocken — сухі вина, залишковий цукор коливається в районі 9 г/л
- нім. Halbtrocken — напівсухі вина, залишковий цукор яких не перевищує 12 г/л
- нім. Feinherb — вина з вищим залишковим цукром, зазвичай, це напівсолодкі вина
- нім. Liebliche — солодкі вина з залишковим цукром до 45 г/л
- нім. süß або нім. Süss —солодкі вина з залишковим цукром понад 45 г/л[6]

2. Якісні вина з відзнакою (нім. Qualitatswein mit Pradikat, QmP) або нім. Pradikatswein — це найвища категорія для німецького вина. Ці вина походять тільки з одного району всередині певного регіону. Вміст в них алкоголю трохи вище, ніж в винах попередньої категорії, шапталізація заборонена. Вина QmP проходять той же дегустаційний тест, що і вина QbA, але повинні набрати більше балів. Винам QmP потрібне дозрівання не менше 5 років, а деяким з них — 15-20 років. нім. Pradikatswein поділяються на шість класів, які залежать від ступеня визрівання винограду:
- Кабінет (нім. Kabinett)  — сухе та легке вино, найлегше вино, з невисоким рівнем алкоголю.
- Шпетлезе (Spätlese) — виготовляють з зрілого винограду, який збирають через 1-4 тижні після терміну дозрівання. Рекомендують для споживання після 5-10 років витримки в пляшках.
- Ауслезе (нім. Auslese) — використовують відсортований вручну кращий виноград пізнього збору. Мають дуже яскравий і ароматний букет.
- Айсвайн (нім. Eiswein) виготовляють з замороженого винограду, який збирають виключно в нічний час. Це десертне вино з низьким вмістом алкоголю та високим вмістом кислот та цукрів.
- Бееренауслезе, нім. Beerenauslese (110-128° Öchsle — густина сусла за шкалою Ексле) виготовляють з перестиглих ягід, які відбираються вручну. Багатий смак та аромат вина надають ягоди, які вже починають підгнивати на лозі. Такі вина виготовляються не щороку і тільки тоді, коли ягоди уражуються благородною пліснявою лат. Botrytis Cinerea.
- нім. Trockenbeerenauslese (150-154° Öchsle) – дуже рідкісні вина, зроблені з уражених пліснявою ягід які підсушились на лозі. Це десертні вина, зі збалансованим вмістом цукрів та кислот.

Донедавна Pradikatswein була найвищою категорією якості Німеччини. Але декілька виробників об’єднались і створили VDP (нім. Verband deutscher Prädikatsweingüter), класифікацію було створено для сухих вин Мозеля на основі Рислінгу. Тепер ця класифікація відображає як сухі, так і солодкі вина, а регіонально поширилась за межі Мозеля. Основні принципи її полягають у територіальному походженні винограду і дещо нагадують Бургундську класифікацію.
VDP поділяється на наступні рівні:
- нім. Gutswein — вина з конкретної місцевості/селища.
- нім. Ortswein — вина з кращих виноградників з вказаною назвою винограднику.
- нім. Erste Lage — класифікація виноградників Прем’єр Крю, тобто кращих виноградників.
- нім. Grosse Lage/Grosses Gewächs — найкращі виноградники Німеччини, аналог Гран Крю[6].